# Culicoides pseudoturgidus
Culicoides pseudoturgidus är en tvåvingeart som beskrevs av Gupta 1962. Culicoides pseudoturgidus ingår i släktet Culicoides och familjen svidknott. Inga underarter finns listade i Catalogue of Life.